# Moonia
Moonia es un género de plantas fanerógamas perteneciente a la familia de las asteráceas. Comprende 7 especies descritas y solo 6 aceptadas.

## Taxonomía
El género fue descrito por Joseph Dalton Hooker y publicado en Nova Acta Phys.-Med. Acad. Caes. Leop.-Carol. Nat. Cur. 18: 348. 1836. La especie tipo es: Moonia heterophylla Arn.

## Especies aceptadas
A continuación se brinda un listado de las especies del género Moonia aceptadas hasta junio de 2012, ordenadas alfabéticamente. Para cada una se indica el nombre binomial seguido del autor, abreviado según las convenciones y usos.
- Moonia arnottiana Wight
- Moonia ecliptoides (F.Muell.) Benth.
- Moonia heterophylla Arn.
- Moonia moluccana (Blume) J.Kost.
- Moonia procumbens (DC.) Benth.
- Moonia trichodesmoides (F.Muell.) Benth.